# Жаналик (Біржан-сала район)
Жанали́к (каз. Жаңалық) — село у складі району Біржан-сала Акмолинської області Казахстану. Входить до складу Ангалбатирського сільського округу.
Населення — 106 осіб (2021; 150 у 2009, 166 у 1999, 298 у 1989).
Національний склад станом на 1989 рік:
- казахи — 100 %.